# Тарасовка (Московская область)
Тара́совка — село в  городе областного подчинения Пушкино с административной территорией (ранее в Пушкинском районе) Московской области России. Входит в  Пушкинский городской округ. Население — 2807 чел. (2010).
С Тарасовкой зачастую прочно ассоциируется ряд объектов, находящихся в Черкизове (среди них спортивно-тренировочная база футбольного клуба «Спартак»), в том числе из-за названия платформы Тарасовская, находящейся на разделяющей эти два населённых пункта железнодорожной линии.

## География
Расположено в южной части Пушкинского района, к юго-востоку от города Пушкино, в 10 километрах от Московской кольцевой автодороги. С запада граничит с дачным посёлком Черкизово, по их границе проходит железнодорожная линия Ярославского направления МЖД с платформой Тарасовская. В селе имеется запруженный ручей. С юга село ограничено Акуловским водоканалом.

## История
Одно из первых упоминаний о Тарасовке датируется 1558 годом. Тогда оно носило название деревня Тарасова. Река Клязьма для местных жителей была главным источником рыбы и воды, а также важной транспортной артерией.
21 июня 1941 года посол США Лоуренс Штейнгардт снял в аренду сроком на 1 год расположенное на территории Тарасовки имение Любимовка. Оно должно было служить одновременно и дачей, и — в случае войны и бомбардировки Москвы, убежищем для сотрудников посольства и американских граждан, находящихся в советской столице. Дача получила официальное название: «Убежище».
«В „Убежище“ заготовлено провианта на два месяца, для 100 человек. Имеется огород. Установлено собственное снабжение электричества и газа. В запасе имеются также палатки, кровати, много посуды и всего, что нужно для хозяйства».
Дом Станиславского в Любимовке постройки конца XVIII века в 1993 году был разобран как не подлежащий восстановлению.
В 1993 году в состав села был включен посёлок санатория имени Калинина, в 1995 году — посёлок имени Калинина, в 2003 году — посёлок Любимовка.
До 1994 года административный центр Тарасовского сельсовета.
В 1994—2006 годах Тарасовка была центром Тарасовского сельского округа.
В 2006-2019 годах административный центр сельского поселения Тарасовское.

## Население
| 2002 | 2006  | 2010  |
| ---- | ----- | ----- |
| 2492 | ↘2430 | ↗2807 |

## Улицы и достопримечательности
В начале XX века в Тарасовке была лишь одна улица, протянувшаяся вдоль Ярославской дороги. Дома на ней располагались в несколько рядов, и в некоторых местах этой улицы историческая застройка сохранилась здесь до наших дней. Ныне эта улица называется Большой Тарасовской.
Здешняя ключевая вода послужила источником для первого московского водопровода.
У моста через Клязьму восстановлена часовня в память событий 1812 года, которая стояла до 1938 года в другом месте. Также в самом селе расположены такие достопримечательности, как почтовая станция начала XIX века и лавка Лихониных начала XX века.
В связи с большой загруженностью Ярославского шоссе и в то же время плотной застройкой посёлка проведена реконструкция магистрали путём строительства автодороги в обход Тарасовки.

## Инфраструктура
- 12 объектов внутренней инфраструктуры охраняемого коттеджного посёлка «Тарасовка» (127 домов, 16 га территории)
- Супермаркет
- Детский сад
- Спортивные и детские площадки
- Фитнес-центр
- Взрослая и детская амбулатория

## Транспорт
Через село проходит Ярославское шоссе. Село связано автобусным сообщением с городом Пушкино.
Через село проходит Мытищинская хорда, введённая в эксплуатацию 17 декабря 2024 года.